# Kirche des heiligen Ladislaus (Spišský Štvrtok)

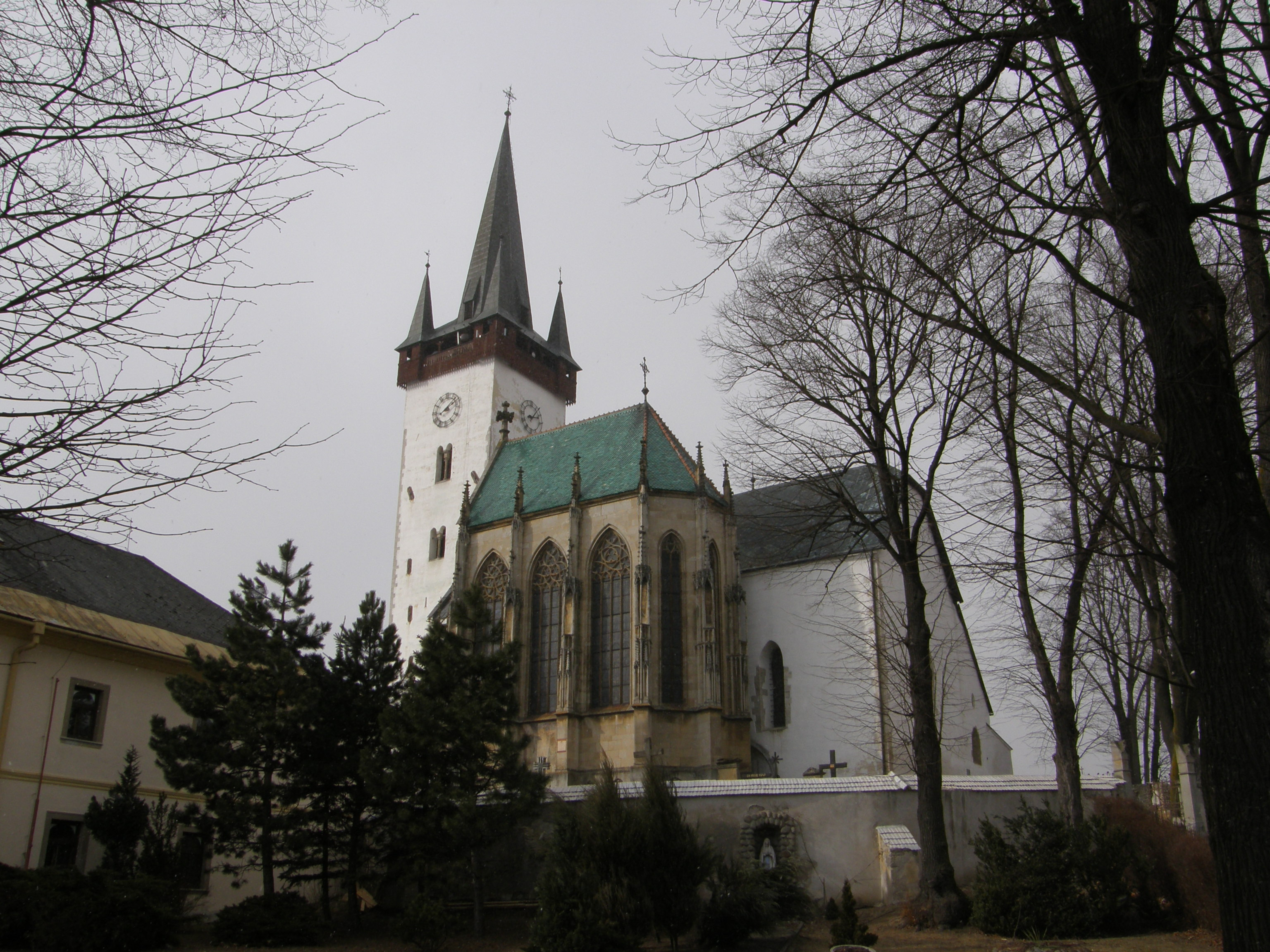
Kirche mit der Zápolyakapelle

Die Kirche des heiligen Ladislaus (slowakisch Kostol svätého Ladislava) ist eine römisch-katholische Kirche im ostslowakischen Ort Spišský Štvrtok (deutsch Donnersmark), in der traditionellen Landschaft Zips. Die einschiffige Kirche mit einem quadratischen Presbyterium ist mit seiner Lage am Ende eines nach drei Seiten abfallenden Bergrückens eine Dominante der Gegend.

## Geschichte

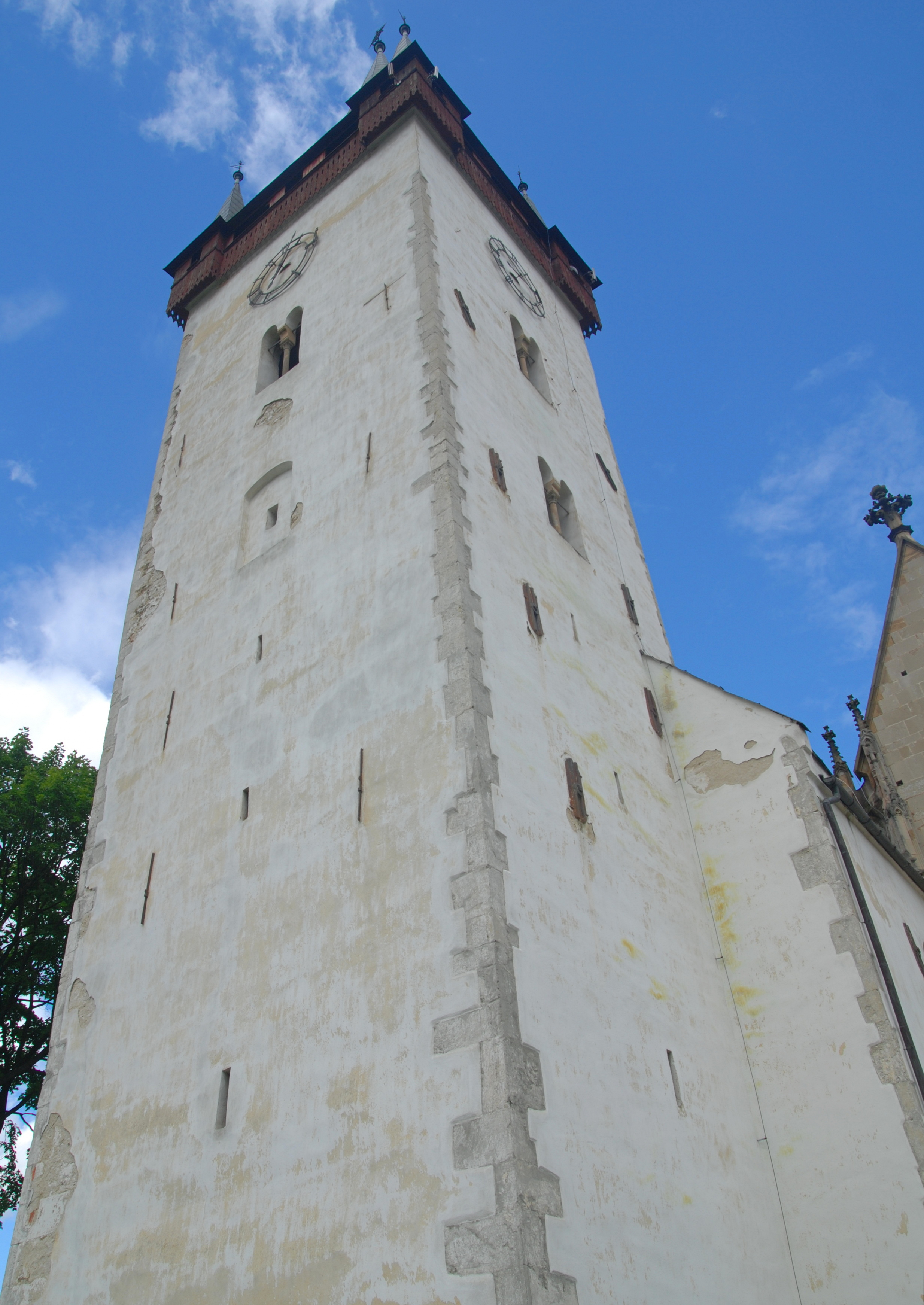
Mit Wehrgang und Schießscharten versehener Kirchturm aus der kriegerischen ersten Hälfte des 15. Jahrhunderts.

Nach nicht gesicherten Angaben sollte 1215 eine Holzkirche als Pfarrkirche des nahen, nach Ladislaus dem Heiligen benannten Dorfes, gestanden haben, sie wurde allenfalls beim Mongolensturm 1241/1242 zerstört. Danach entstand noch im 13. Jahrhundert eine gotische Kirche mit romanischen Bauelementen. Gegen 1402 war die Kirche stark baufällig, deshalb beschloss man, sie umfassend zu sanieren, dabei erhielt sie einen eckigen Turm an der Südwestseite. 1473 stiftete Emmerich Zápolya, Palatin von Ungarn, den Bau der südseitigen Zápolyakapelle. Mit dem Kapellenbau wurde der bisherige Haupteingang gleichzeitig zum Eingang in die Kapelle, deshalb wurde der heute bestehende Eingang mit einem schmalen Gang zum Presbyterium errichtet.
Vom 15. bis zum 17. Jahrhundert wurde die Kirche durch Kriegswirren und Raubüberfälle mehrmals beschädigt, wie 1447 bei einem Angriff von Johann Hunyadis Truppen, nach 1500 bei wiederholten Überfällen durch die in der Burg Muráň ansässige Räuber. 1530 ließ Hieronymus Łaski alle Glocken für Zápolyas Truppen requirieren, 1605 überfielen aufständische Truppen von Stephan Bocskay die Kirche. Während der Reformation in der zweiten Hälfte des 16. Jahrhunderts wurde die Kirche, insbesondere wegen starker Mitgliedschaft Zipser Sachsen, zu einem evangelischen Gotteshaus. Anhänger der römisch-katholischen Kirche mussten danach bis 1672 für ihre Gottesdienste die Zápolyakapelle nutzen, ehe die Kirche in ihre Hände zurückkam. 1680 raubten Kuruzen sowohl in der Kirche als auch im nur einigen Jahren zuvor gegründeten Minoritenkloster.
Das ursprünglich gotische Innere der Kirche wurde 1693 und noch einmal 1743 barockisiert, dabei ging der Großteil der gotischen Ausstattung einschließlich des Hauptaltars des hl. Ladislaus verloren. Nur der Flügelaltar der hl. Katharina aus dem Jahr 1490 wurde 1806 in die römisch-katholische Kirche in Turany transportiert.
Die Dächer des Turms, der Kirche, der Kapelle sowie des nahen Klosters wurden 1869 in einem Brand schwer beschädigt. Zur Sanierung kam es mehr als 20 Jahre später, nachdem Pfarrer Alfonz Gmitter mehr als 15.000 Gulden aus Spendenaktionen in der Gegend sammeln konnte.

## Ausstattung
Das Innere der Kirche ist überwiegend barock gestaltet. Der kreuzgangartige Ladislaus-Hauptaltar aus dem Jahr 1704 weist Säulen- und Pilasterarchitektur auf, mit einer Statue des hl. Ladislaus in der Mitte. Die barocken Seitenaltäre sind dem hl. Franz von Assisi und dem hl. Antonius von Padua geweiht. Der Kreuzigungsaltar im Rokokostil, der sich lange unterhalb des Chors befand, steht heute in der Sakristei. Die barocke Kanzel stammt aus der Mitte des 18. Jahrhunderts. Einzig das frühgotische Taufbecken aus dem 13. Jahrhundert gehört zur ursprünglichen Ausstattung der Kirche.